# Christian Wurm (Philologe)
Johann Georg Christian Friedrich Ludwig Wurm (* 27. Dezember 1801 in Heuberg im späteren Rezatkreis in Mittelfranken; † 12. Oktober 1861 in München) war ein deutscher Gymnasiallehrer, Schriftsteller, Philologe und Lexikograf.

## Leben

### Familie
Christian Wurm war der Sohn des evangelischen Pfarrers Georg Christian Wurm (* 1762; † 1813 in Dornstadt) und dessen erster Ehefrau Anna Sabina (geb. Kautt) (* 1764; † 7. Oktober 1802 in Heuberg). 1804 wurde sein Vater Pfarrer in Dornstadt und ging bis zu seinem Tod noch zwei weitere Ehen ein. Nach dem Tod seines Vaters kam Christian Wurm im Januar 1814 in das Waisenhaus nach Oettingen.
Er war verheiratet.
Aufgrund seiner Zurruhesetzung übersiedelte er mit der gesamten Familie, die inzwischen auf fünf Kinder angewachsen war, am 1. Mai 1850 nach München.

### Werdegang
Christian Wurm sollte im Waisenhaus in Oettingen zum Schullehrer ausgebildet werden und besuchte hierzu die dortige Lateinschule und seit Herbst 1818 die Gymnasien in Augsburg und München. In München erlangte er das Gymnasialabsolutorium, das zu einem Universitätsstudium berechtigte.
Er studierte von 1819 bis 1822 an der Universität München Klassische Philologie und wurde durch seinen Hochschullehrer Friedrich Thiersch gefördert.
1823 wurde er zum Oberprogymnasiallehrer am Gymnasium bei St. Anna in Augsburg und am 10. Oktober 1824 zum Gymnasialprofessor am Gymnasium (siehe Melanchthon-Gymnasium) in Nürnberg ernannt; zu seinen Schülern gehörte zeitweise unter anderem Kaspar Hauser, der bei dem Gymnasialprofessor und späteren Religionsphilosophen Georg Friedrich Daumer untergebracht worden war.
In Nürnberg war er ein kritischer und unbequemer Lehrer, der sich nicht scheute, bestehende Missstände aufzuzeigen und der dem Nürnberger Schulleiter Rektor Karl Ludwig Roth widersprach und sich allen seinen Anweisungen widersetzte; so war er unter anderem nicht mit dem Schulplan des Schulleiters einverstanden, der seiner Meinung nach zu viele Freiheiten ließ. Weil Christian Wurm um Inhalte bemüht und dem Rektor es mehr um Ordnungsvorschriften ging, konnten sie keine gemeinsame Basis finden. Seine Auseinandersetzung mit dem Rektor führte schließlich zu seiner Versetzung 1835 an die Studienanstalt (siehe Jean-Paul-Gymnasium) nach Hof an der Saale.
Aufgrund seiner schriftstellerischen politischen Tätigkeiten forderte die Kammer des Innern der Königlichen Regierung von Oberfranken am 28. Oktober 1848 von der Studienanstalt Hof einen Bericht über die politischen Vorgänge und speziell über Christian Wurms Rolle dabei. Weil dieser jedoch seinen Unterricht nicht vernachlässigt hatte, fiel der Bericht für Christian Wurm positiv aus.
Gemeinsam mit dem Fabrikanten Händel gab er seit dem 31. Januar 1849 den Hofer Anzeiger für Stadt und Land (siehe Frankenpost) heraus, das die Gesinnung der Mitglieder des Hofer Vaterlandsvereins widerspiegelte.
Im Juni 1849 erfolgte seine Versetzung an das Gymnasium bei St. Anna nach Augsburg, er wurde jedoch bereits im Juli 1849 vom Antritt dieser Stelle entbunden und wegen seines politischen Wirkens in Untersuchungshaft genommen. Es kam darauf zwar nicht zur Verurteilung, allerdings wurde er in den zeitlichen Ruhestand versetzt, aus dem er nicht wieder zum Dienst zurückberufen wurde, worauf er nach München umsiedelte.

### Schriftstellerisches Wirken
Christian Wurm beschäftigte sich mit der deutschen Sprache und Literatur und studierte unter anderem die Werke von Johann Wolfgang von Goethe, zu dessen Gedichtsammlung West-östlicher Divan er 1834 den ersten umfassenden Kommentar verfasste.
Er verfasste 1835 mit seiner streitbaren Schrift Stanzen auf Stanzen eine Antwort auf das Gedicht Auf Goethes Hingang von Albert Knapp, das dieser in seinem Jahrbuch Christoterpe 1833 veröffentlicht hatte.
Neben seinen Veröffentlichungen arbeitete er in den Jahren 1842 bis 1844 auch an den auf Veranlassung und mit besonderer Unterstützung seiner Königlichen Hoheit des Kronprinzen von Bayern von Friedrich Benedikt Wilhelm von Hermann herausgegebenen Volkskalendern mit.
In verschiedenen Schriften, unter anderem seine Dissertation Dissertatio pro patria lingua von 1837, Beiträge zur Begründung einer deutschen Philologie von 1841 und Über die Wichtigkeit der Analogie in der Etymologie von 1848 geht er auf die deutsche Sprache und Literatur in den geltenden Lehrplänen und Schulordnungen ein, die dort nicht genügend berücksichtigt wurden. Mit seinen beiden Schriften Ueber Latein auf Gymnasien von 1838 und Die deutsche Sprache an der gelehrten Schule mit besonderer Rücksicht auf die revidirte Schulordnung in Bayern von 1856 versuchte er, eine Reform des Gymnasialschulwesens anzustoßen.
Mit seinem Gedichtband Freiheits-Grüße, aus dem das Wochenblatt der Stadt Hof von Zeit zu Zeit Gedichte veröffentlichte, betätigte er sich 1848 auch politisch, weil seine freiheitlichen Ideen dort deutlich sichtbar wurden; seine Gedichte entstanden unter dem Eindruck der Ereignisse des Vormärz im Jahr 1848. Für ihn war das Volk die eigentliche Entscheidungsinstanz, nicht die Könige. In seinen Reimen beklagt er den Umstand, dass die Regenten das Volk wie Vieh behandeln und ihm damit jeglichen Verstand absprechen würden. Er wünschte sich, dass das Volk nicht mehr der Willkür der Machthaber ausgesetzt sein solle, sondern ein größeres Mitspracherecht erhalten solle. Für diese Ideen kämpfte er auch in den folgenden Jahren. Zum ersten Mal fiel der politisch dadurch auf, dass er im Wochenblatt der Stadt Hof seinen Unmut über die Wahl der Kandidaten zur Frankfurter Nationalversammlung kundgab. Dies führte in der Folge zu einer Reihe öffentlicher Briefe im Wochenblatt sowohl von Befürwortern der konservativ-konstitutionellen Monarchie als auch von Seiten der Gegner. Christian Wurm hielt seine eigene Meinung zur politischen Situation niemals zurück und veröffentlichte regelmäßig Briefe in der Zeitung.
Nach seinem Umzug nach München widmete er sich zunächst ganz seinen germanistischen Studien, später wandte er sich den deutschen Studien zu, so veröffentlichte er 1852 in den Münchener Gelehrten Anzeigen der Akademie der Wissenschaften und dann als Sonderdruck seine Rezension Zur Beurtheilung des deutschen Wörterbuches von Jacob und Wilhelm Grimm. In dieser Schrift, in der er zahlreiche Berichtigungen und Beanstandungen aufführte, kam er zu dem Schluss, dass das deutsche Wörterbuch der Herren Grimm nach der bisher inne gehaltenen Richtung nicht als ein Nationalwörterbuch, sondern als ein reicher, wiewohl mit Vorsicht zu benutzender Sprachschatz für Sprachgelehrte zu betrachten sei. Auch sollte ein Wörterbuch alle Stände erreichen, vor allem aber Schüler, Lehrer, Geschäftsleute und deutschlernende Fremde und nicht "staubgewohnte Sprachgelehrte" und "Sprachantiquare". Er wollte ein Wörterbuch für das deutsche Volk und nicht nur für den gebildeten Theil desselben. Er bezeichnet das Deutsche Wörterbuch als ein ungeordnet aufgehäuftes Wissen, da sich keine bestimmte Struktur für die Anordnung der Artikel und insbesondere für die Belege erkennen lasse.
Die Gebrüder Grimm fühlten sich dadurch nicht nur sachlich angegriffen, sondern auch persönlich gekränkt und verunglimpft. In der Folge forderten sie die Akademie der Wissenschaften auf, sich von der Schrift von Christian Wurm zu distanzieren, sodass Friedrich Thiersch, der die Akademie gegründet hatte, eine gewünschte Erklärung in den Gelehrten Anzeigen am 18. Februar 1853 (Nr. 21) veröffentlichte.
Weil offensichtlich eine sachliche Auseinandersetzung mit den Gebrüdern Grimm nicht möglich erschien, verfasste er 1859 ein eigenes Wörterbuch der deutschen Sprache von der Druckerfindung bis zum heutigen Tage; er hatte hierbei bereits während seiner Zeit als Lehrer am Nürnberger Gymnasium mit einer Wortsammlung begonnen. Es gelang ihm allerdings nicht, genügend Abnehmer zu finden, sodass sein Werk unvollendet blieb. Das nicht mehr gedruckte Manuskript befindet sich heute unter der Signatur Cgm 6193 in den Handschriften der Bayerischen Staatsbibliothek in München; dort befindet sich auch das unvollendete Manuskript seines Inhaltsverzeichnisses der Colmarer Meisterliederhandschrift mit der Signatur Cgm 5113.

### Politisches Wirken
Die politischen Ereignisse führten in Hof zu verschiedenen Vereinsgründungen, unter anderem gründete Christian Wurm 1848 zusammen mit dem Postoffizial Albrecht den Hofer Vaterlandsverein, einen linksgerichteten Verein, der für die Durchführung der Frankfurter Reichsverfassung eintrat. Ihm gehörten vor allem Gesellen, Skribenten, Lehrlinge und Studenten an. Die Gründung dieses Vereins rief die Gegengründung des rechtsgerichteten Constitutionellen Vereins hervor.
Der Vaterlandsverein erhielt eine Einladung zum Demokratenkongress, an dem Christian Wurm als nicht stimmberechtigtes Mitglied teilnahm. Der Kongress war ein Anstoß für die bayerische Regierung, ein Verfahren wegen Hochverrats gegen die führenden Teilnehmer zu eröffnen, zu denen auch Christian Wurm fälschlicherweise gezählt wurde. Am 6. Juli 1849 wurde eine Hausdurchsuchung bei ihm angeordnet und er selbst wurde im Juli 1849 in Erlangen verhaftet und in das Bamberger Untersuchungsgefängnis gebracht. Dort wurde er wegen Hochverrat angeklagt und sollte darauf in das Gefängnis nach Augsburg überführt werden; jedoch erließ der bayerische König Maximilian II. am 22. Dezember 1849 ein Amnestiegesetz zu den Untersuchungen wegen politischer Verbrechen und Vergehen, sodass Christian Wurm am 2. Januar 1850 aus der Haft entlassen wurde.
Auch nach seinem Umzug nach München im Mai 1850 wurde er weiterhin durch die Polizeibehörde über einen längeren Zeitraum hinweg beobachtet und es wurden Zweifel an seinem Geisteszustand erhoben, die erst ab Juni 1851 aufgehoben wurden.

## Ehrungen und Auszeichnungen
Aufgrund des Commentar zu Göthe's west-östlichem Divan wurde Christian Wurm durch die Universität Erlangen am 3. November 1845 die Ehrendoktorwürde verliehen.

## Schriften (Auswahl)
- Sammlung lithographischer Umriß-Zeichnungen von vorzüglichen Gemälden aus den berühmtesten Gallerien. München, 1823.
- Commentatio de Livii loco lib. I, c. 46. Nürnberg, 1828 (Digitalisat).
- Dinarchus. Commentarius in Dinarchi Orationes tres. Nürnberg, 1828 (Digitalisat).
- Commentar zu Göthe's west-östlichem Divan. Nürnberg, 1834 (Digitalisat). Nachdruck: Hildesheim 1983.
- Loci scriptorum Germanicorum in Linguam Latinam conversi. In: Jahresbericht von der Königlichen Studienanstalt zu Hof. Hof, 1835.
- Stanzen auf Stanzen: Wider Albert Knapp, Herausgeber der Christoterze, die Verdammung Göthe's betreffend. Nürnberg, 1835 (Digitalisat).
- Actus solennes in Gymnasio regio curiensi. Hof, 1835.
- Gedichte. Nürnberg, 1836 (Digitalisat).
- Dissertatio pro patria lingua. Hof, 1837.
- Commentarius in Dinarchi Orationes tres. Nürnberg, 1838 (Digitalisat).
- Ueber Latein auf Gymnasien. Erlangen, 1838 (Digitalisat).
- Die Nibelungen. Siegfrieds Tod: Eine romantische Tragödie in 5 Akten. Erlangen, 1839 (Digitalisat).
- Beiträge zur Begründung einer deutschen Philologie. Hof, 1841 (Digitalisat).
- Der Dichter. In: Friedrich Benedikt Wilhelm von Hermann (Hrsg.): Kalender auf das Jahr 1843. S. 68–69 (Digitalisat).
- Freiheits-Grüße. Hof, 1848 (Digitalisat).
- Über die Wichtigkeit der Analogie in der Etymologie. Hof, 1848.
- Zur Beurtheilung des deutschen Wörterbuches von Jacob und Wilhelm Grimm. München, 1852 (Digitalisat).
- Beleuchtung der Anzeige der fünften Lieferung des deutschen Wörterbuches von Jakob und Wilhelm Grimm. München, 1853 (Digitalisat).
- Die deutsche Sprache an der gelehrten Schule mit besonderer Rücksicht auf die revidirte Schulordnung in Bayern. Freiburg im Breisgau, 1856 (Digitalisat).
- Wörterbuch der deutschen Sprache von der Druckerfindung bis zum heutigen Tage. Freiburg im Breisgau, 1859 (Digitalisat).